# The Park House Nakanoshima Tower
The Park House Nakanoshima Tower (パークハウス中之島タワー) est un gratte-ciel de 193 m de hauteur, construit sur l'ile de Nakano-shima, dans l'arrondissement Kita-ku à Osaka de 2014 à 2017.
Il abrite des logements sur 55 étages.
C'est un des dix plus hauts gratte-ciel d'Osaka.
L'immeuble a été conçu par la société Takenaka Corporation